# Union russe des chrétiens évangéliques baptistes
L’Union russe des chrétiens évangéliques baptistes (russe : Росси́йский сою́з ева́нгельских христиа́н-бапти́стов) est une association chrétienne évangélique d'églises baptistes en Russie.  Elle est affiliée à l’Alliance baptiste mondiale. Son siège est situé à Moscou. 

## Histoire

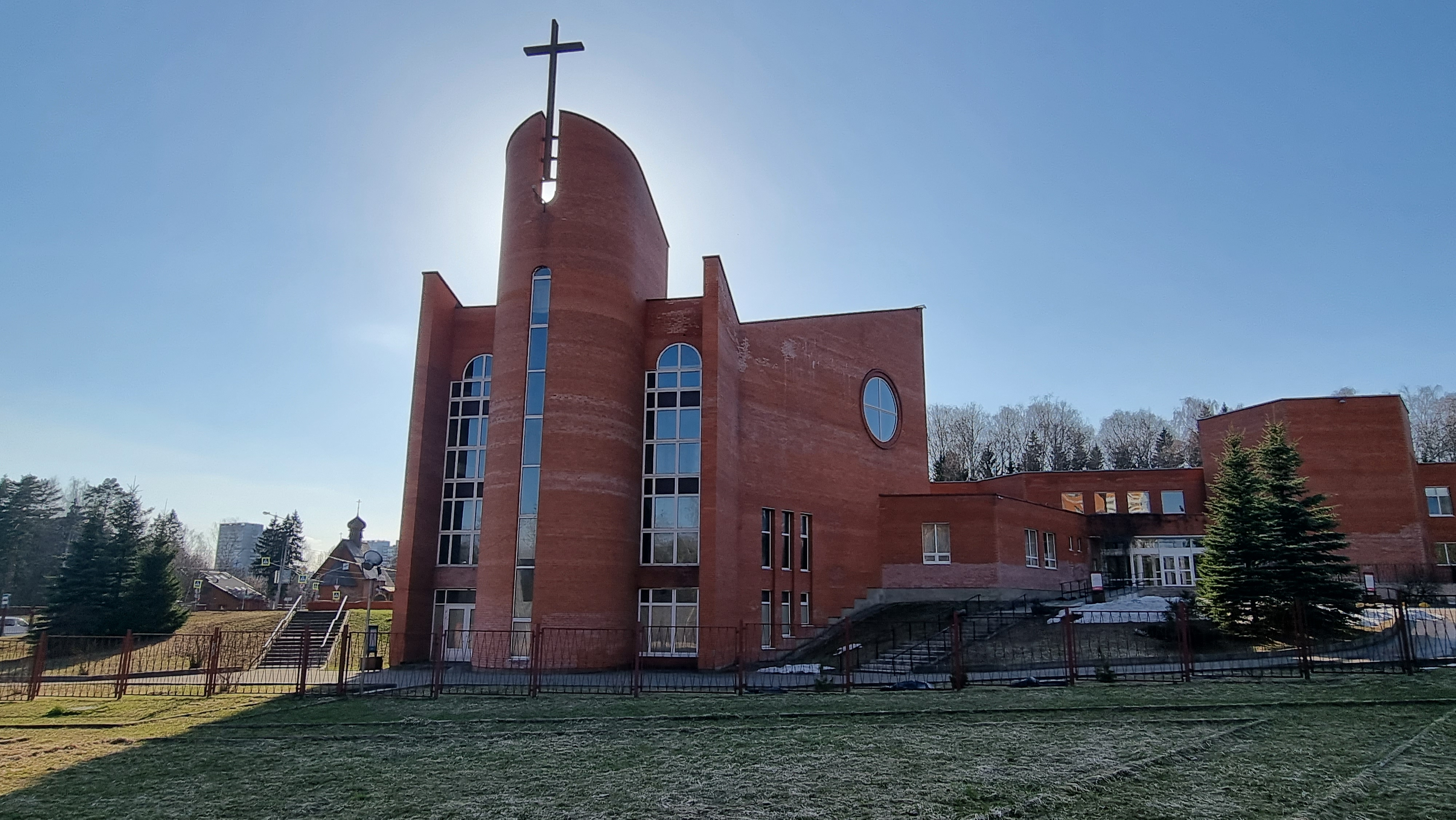
Église baptiste de Zelenograd.

L’Union russe des chrétiens évangéliques baptistes a ses origines dans un groupe évangélique en 1867, et son dirigeant, Nikita Issaeïvitch Voronine, qui a été baptisé dans le  Koura à Tiflis, dans le Caucase, dans l'actuelle  Géorgie.  En 1944, l'Union des chrétiens évangéliques et l'Union baptiste russe ont fusionné pour former l'Union des chrétiens évangéliques-baptistes.  Selon un recensement de l’association, en 2023 elle disait avoir 1,674 églises et 68,166 membres.

## Écoles
Elle compte un institut de théologie affilié, le Séminaire théologique baptiste de Moscou fondé en 1993.